# Claudia Ana Moarcăș
 (juin 2018).
Si vous disposez d'ouvrages ou d'articles de référence ou si vous connaissez des sites web de qualité traitant du thème abordé ici, merci de compléter l'article en donnant les références utiles à sa vérifiabilité et en les liant à la section « Notes et références ».
Claudia Ana Moarcăș (née le 25 février 1967 à Bucarest en république socialiste de Roumanie) est une femme politique roumaine. Elle fut ministre du Travail, de la Famille, de la Protection sociale et des Personnes âgées durant le gouvernement Cioloș entre le 17 novembre 2015 et le 14 avril 2016.